# Практически безопасная жизнь Зои Кедволдер
«Практически безопасная жизнь Зои Кедволдер» (англ. The Nearly Unadventurous Life of Zoe Cadwaulder) — короткометражный фильм 2004 года режиссёра Бубу Какати.

## Сюжет
Упавший метеорит убивает родителей Зои, когда та ещё совсем ребёнок. Став взрослой, Зои думает, что жизнь полна опасностей, и в любой момент на голову может свалиться всё что угодно. Зайдя в магазин, она приобретает себе велосипедный шлем. Там же она знакомится с Ред, продавщицей. Ред ищет с ней общения, и Зои должна оказаться сильнее всех опасностей мира, чтобы не упустить свою любовь.

## Актёрский состав
| В ролях        |  | Персонаж |
| -------------- |  | -------- |
| Мелани Лински  |  | Зои      |
| Келли Симпкинс |  | Ред      |